# Аразе, Кельвин
Кельвин Аразе (нем. Kelvin Arase; 15 января 1999 года, Бенин-Сити, Нигерия) — австрийский футболист, нападающий немецкого клуб «Вальдхоф».

## Клубная карьера
Является воспитанником двух школ «Донафелда» и «Рапида». В академию последних он попал в 12 лет и окончил её в 2016 году. 18 сентября 2016 года он дебютировал в австрийской Бундеслиге против «Маттерсбурга», выйдя на замену на 86-й минуте вместо Луиса Шауба. В августе 2018 года перешёл в австрийский «Хорн».

## Карьера в сборной
Выступал за юношеские сборные Австрии разных возрастов. Принимал участие в чемпионате Европы 2016 года среди юношей до 17 лет. Провёл на турнире все четыре матча, вместе со сборной вышел из группы со второго места, но в четвертьфинале они проиграли будущим победителям турнира — португальцам.